# Qikiqtaaluk (Foxe Basin)
Qikiqtaaluk, tidigare benämnd White Island, är en ö i Kanada.   Den ligger i Foxe Basin i territoriet Nunavut, i den östra delen av landet, 2 300 km norr om huvudstaden Ottawa. Arean är 790 kvadratkilometer.
Terrängen på Qikiqtaaluk är lite kuperad. Öns högsta punkt är 367 meter över havet. Den sträcker sig 54,5 kilometer i nord-sydlig riktning, och 27,8 kilometer i öst-västlig riktning.
Trakten runt Qikiqtaaluk består i huvudsak av gräsmarker. Trakten runt White Island är nära nog obefolkad, med mindre än två invånare per kvadratkilometer.